# روب هوارد
روب هوارد هو سياسي كندي، ولد في 1950 في ريتشموند في كندا. حزبياً، نشط في BC United ‏.